# Ніженський Василь Петрович
Васи́ль Петро́вич Ні́женський (24 січня 1988, с. Берестівець, Уманський район, Черкаська область, Українська РСР — 20 квітня 2017, м. Авдіївка, Донецька область, Україна) — старший сержант Збройних сил України, учасник російсько-української війни. Позивний «Ніжний».

## Біографія
Народився 1988 року в селі Берестівець на Черкащині. З 1994 по 2005 рік навчався у Берестівецькій загальноосвітній школі. 2008 року закінчив Тальянківський агротехнічний коледж Уманського національного університету садівництва, електромеханічне відділення.
З 2008 року проходив службу у Збройних силах за контрактом.
Старший сержант, начальник апаратної телеграфного засекреченого зв'язку інформаційно-телекомунікаційного центру вузла зв'язку та радіотехнічного забезпечення, авіабаза «Умань», 110-та авіаційна комендатура Повітряного командування «Центр» Повітряних сил ЗС України, в/ч А2614, м. Умань.
Під час російської збройної агресії проти України 19 листопада 2016 року був відряджений до 72-ї окремої механізованої бригади, яка виконувала завдання на території проведення антитерористичної операції в районі міста Авдіївка. Проходив службу на посаді стрільця-помічника гранатометника.
Загинув 20 квітня 2017 року від уламкового поранення під час обстрілу спостережного пункту в промисловій зоні Авдіївки, — противник застосував танки і міномети, один з танкових снарядів влучив у бліндаж. Тоді ж загинув солдат Олександр Кірієнко.
22 квітня із Василем попрощались в Умані, у клубі військової частини А2614. Похований 23 квітня на кладовищі с. Берестівець.
Залишились батьки Ганна Данилівна і Петро Сергійович, брат Костянтин, дружина Дарина та 6-річний син Артем.

## Нагороди та відзнаки
- Указом Президента України № 161/2017 від 13 червня 2017 року, «за особисту мужність, виявлену у захисті державного суверенітету та територіальної цілісності України, самовіддане виконання військового обов'язку», нагороджений орденом «За мужність» III ступеня[7].
- Нагороджений Почесною відзнакою «За заслуги перед Черкащиною» (посмертно).

## Вшанування пам'яті
9 серпня 2017 року в Умані, на території в/ч А2614, було відкрито меморіальну дошку полеглому на війні військовослужбовцю частини Василю Ніженському.
В Тальянківському агротехнічному коледжі створено стіну пам'яті, що присвячена загиблим випускникам навчального закладу. 22 лютого 2018 року на урочистому мітингу відкрито пам'ятну дошку Василю Ніженському.
У рідному селі Берестівець ім'ям Василя Ніженського названо вулицю, громадою села йому присвоєне звання Почесний громадянин Берестівця. 20 квітня 2018, в річницю загибелі Василя, в селі урочисто закладено перший камінь в основу Монументу пам'яті загиблим воїнам АТО.